# 巴勒斯坦 (阿肯色州)
巴勒斯坦（英語：Palestine）是一個位於美國阿肯色州聖弗朗西斯縣的城市。

## 地理
巴勒斯坦的座標為34°58′25″N 90°54′22″W / 34.97361°N 90.90611°W，而該地的平均海拔高度為64米（即210英尺）。

## 人口
根據2020年美國人口普查的數據，巴勒斯坦的面積為8.56平方千米，當中陸地面積為8.56平方千米，而水域面積為0.00平方千米。當地共有人口506人，而人口密度為每平方千米59人。